# Champcella
Champcella é uma comuna francesa na região administrativa da Provença-Alpes-Costa Azul, no departamento de Altos-Alpes. Estende-se por uma área de 30,25 km². Em 2010 a comuna tinha 187 habitantes (densidade: 6,2 hab./km²).